# Dorothy auf Zauberwegen
Dorothy auf Zauberwegen (korrekter wäre eigentlich: Die Straße nach Oz) ist ein Kinderbuch des US-amerikanischen Schriftstellers Lyman Frank Baum. Die Erzählung erschien 1909 unter dem Originaltitel  The Road to Oz mit Illustrationen von John R. Neill. Dabei handelt es sich um den fünften Band des Oz-Zyklus, der in den USA zu den beliebtesten Kinderbüchern gehört und zum Teil auch in deutscher Sprache verlegt wurde.

## Handlung
Der Zottelmann wird von allen geliebt, denn in seinem Besitz befindet sich der Magnet der Liebe. Als er an Dorothys Haus vorbeikommt, will er wissen, welche Straße nach Butterfield führt. Dorothy will es ihm erklären, ist sich aber plötzlich selbst nicht mehr sicher und beschließt, den Zottelmann bis zur Weggabelung zu begleiten und ihm dort den richtigen Weg zu zeigen. Auch ihr Hund Toto kommt mit. An der Weggabelung angekommen, ist Dorothy aber immer noch unsicher, denn irgendwie sieht alles anders aus als sonst. Irgendwie sind es viel mehr Wege als sonst und auch woher sie gekommen ist, weiß sie plötzlich nicht mehr. Es bleibt ihr nichts weiter übrig, als den Zottelmann zu begleiten. Sie schlagen den siebenten Weg ein und wollen sehen, wo dieser sie hinführt. Nach einer Weile treffen sie auf einen kleinen Jungen, der sich Blitzeblank nennt. Da auch er nicht sagen kann, woher er kommt und wohin er will und auch ansonsten nicht viel weiß, schließt er sich Dorothy und dem Zottelmann an.
Schon bald kommen sie in eine Stadt, die von sprechenden Füchsen bewohnt wird. Der Fuchskönig Dox Renard IV. empfängt sie mit allen Ehren und bittet sie seine Gäste zu sein. Besonders angetan ist er von Blitzeblank, den er, wegen seiner ständigen Fragen und der ständigen Antwort „Ich weiß es nicht“, für sehr schlau hält. Zur Belohnung verwandelt er den Kopf des Jungen in einen Fuchskopf. Dorothy und der Zottelmann protestieren dagegen, doch der Fuchs kann den Zauber nicht mehr rückgängig machen. Als der Fuchs dann auch noch erfährt, dass Dorothy Ozma von Oz kennt, ist er noch mehr begeistert und bittet sie, ihm eine Einladung zur bald stattfindenden Geburtstagsfeier der Prinzessin zu besorgen. Dorothy ist erstaunt, dass der Fuchs Oz kennt und muss dann erfahren, dass das Fuchsland näher an Oz als an Kansas liegt. Sie verspricht daraufhin, an die Einladung zu denken.
Am nächsten Tag wird die Reise fortgesetzt. Alsbald trifft man auf ein trauriges Mädchen. Es stellt sich heraus, dass es sich um Polychrom, die Tochter des Regenbogens handelt, die von diesem herabgefallen ist. Nachdem Dorothy ihr erzählt hat, dass man ihr wohl nur in Oz helfen kann, nach Hause zurückzukommen, schließt sie sich der Gruppe an.
Gegen Abend erreichen sie dann eine Stadt die nur von Eseln bewohnt wird. Auch hier werden sie freundlich empfangen. Der Eselskönig Iah ist von der Ausdrucksweise des Zottelmanns so angetan, dass er seinen Kopf in einen Eselskopf verwandelt. Auch er kann den Zauber nicht rückgängig machen. Dazu ist nur der „Weiher der Wahrheit“ in der Lage, der im Land Oz liegt. Als Dorothy daraufhin erwähnt, dass dies das Ziel ihrer Reise ist, bittet auch der Eselskönig um eine Einladung zu Ozmas Geburtstag. Dorothy verspricht auch ihm, darum zu bitten, sollten sie Oz überhaupt erreichen.
Auf dem weiteren Weg begegnen die Freunde nun einem Musikmann, der beim Atmen wie ein ganzes Orchester klingt und nur singend sprechen kann. Auch er bittet um eine Einladung zur Geburtstagsfeier.
Alsbald durchqueren die Freunde das Land der Skudler, seltsamen Wesen, die zwei Vorder- aber keine Rückseite haben. Sie können mit ihren Köpfen um sich werfen und haben die Absicht, aus den Freunden eine Suppe zu kochen. Glücklicherweise gelingt es diesen, aus dem Herrschaftsbereich der Skudler zu entkommen und ihre Reise heil fortzusetzen.
Die nächste Station ist die todbringende Wüste, deren Überquerung den Freunden einiges Kopfzerbrechen bereitet. Doch dann hat der Zottelmann die Rettende Idee. Mit Hilfe seines Magneten der Liebe, ruft er seinen alten Freund Johnny MachtEs herbei. Dieser ist ein äußerst flinker und auch geschickter Handwerker. Dieser baut, in unheimlich kurzer Zeit, ein segelbetriebenes Schiff zusammen, mit dem die Reisenden die Wüste unbeschadet durchqueren können. Zu ihrem Glück erreichen sie Oz genau an der Stelle, wo sich der „Weiher der Wahrheit“ befindet, so dass der Zottelmann und Blitzeblank endlich ihre Tierköpfe loswerden. Frohgemut setzen die Freunde den Weg in die Smaragdenstadt fort. Schon bald begegnen ihnen Tiktok und die Henne Billina, die ihnen Ozma, die ihre ganze Reise in ihrem Zauberspiegel verfolgt hat, als Empfangskomitee entgegengesandt hat. Diese führen die Reisenden erst ins neue Schloss des Blech-Holzfällers, von wo man dann gemeinsam in die Smaragdenstadt aufbricht. Dort wird ihnen ein glanzvoller Empfang zuteil und Ozma gesteht, dass sie dafür verantwortlich ist, dass sich Dorothy und der Zottelmann verlaufen haben. Sie wollte unbedingt mit ihrer Freundin Dorothy ihren Geburtstag feiern. Zu diesem sind allerlei skurrile Gestalten geladen. Auch der König der Füchse und der König der Esel sind anwesend. Der bedeutendste Gast ist allerdings der Weihnachtsmann. Den Musikmann hat Ozma allerdings nicht eingeladen, da sein lautes Atmen das Fest nur stören würde. Zum Höhepunkt des Geburtstagsfestes werden die meisten Gäste mit einer Seifenblasenmaschine, die der alte Zauberer von Oz konstruiert hat, in ihre Heimat zurückgeschickt. Nur Dorothy möchte lieber mit Hilfe des Zaubergürtels nach Kansas zurückgewünscht werden. Der Zottelmann erhält von Ozma die Erlaubnis, dass er im Zauberland bleiben darf.

## Kontinuitätsfehler
Wurde bisher immer wieder mal auf das Vorhandensein von Geld in Oz hingewiesen, wird ab jetzt extra betont, dass es solches im ganzen Land nicht gibt.

### Erstausgabe
- The Road to Oz. Chicago: Reilly and Britton Company 1909

### Deutsche Übersetzungen
- L. Frank Baum: Dorothy auf Zauberwegen. Übers. Esmy Berlt, LeiV Buchhandels und Verlagsanstalt, Leipzig 2000, ISBN 3-89603-050-7

| Die Oz-Bücher                                        | Die Oz-Bücher    | Die Oz-Bücher                                     |
| ---------------------------------------------------- | ---------------- | ------------------------------------------------- |
| Vorangegangener Band: Dorothy und der Zauberer in Oz | Lyman Frank Baum | Nachfolgender Band: Dorothy in der Smaragdenstadt |